# هرو، لندن
latitudeهرو، لندنlongitudeهرو، لندن
هرو، لندن (به انگلیسی: Harrow, London) یک شهر در بریتانیا است که در منطقه هرو لندن واقع شده‌است.

## خصوصیات
هرو ۳۳٬۹۲۸ نفر جمعیت دارد.